# マンソン・マンツェン
マンソン・マンツェン（チベット語：མང་སྲོང་མང་བཙན、650年 - 676年）は、古代チベットである吐蕃の王、在位年は650年 - 676年。
650年、祖父ソンツェン・ガンポの崩御により僅か1歳で即位し、宰相（ロンチェン、བློན་ཆེན）ガル・トンツェンユルスン、ガル・ツェンニャドムプ、ガル・ティンリンツェンジュが相次ぎこれを補佐させた。663年、ガル・トンツェンが軍を率いて、吐谷渾を征圧する。
| 爵位・家督              | 爵位・家督                   | 爵位・家督            |
| ----------------------- | ---------------------------- | --------------------- |
| 先代 ソンツェン・ガンポ | チベットの皇帝 650年 - 676年 | 次代 ティ・ドゥーソン |